# Liste des mouvements de capoeira
Cet article présente une liste des mouvements utilisés en capoeira.

## Mouvement de base
- Ginga
- banda (signifiant "croche-pied", en portugais) est le nom que l'on donne au fauchage en capoeira. Cela consiste à supprimer l'appui de l'adversaire en "bloquant" ou en frappant sa jambe de manière à le déséquilibrer. Il existe plusieurs types de bandas : la banda amarrada (amarrada), la Banda de costas, la banda de frente (rapa), la Banda por dentro (banda trançada) et la Banda traçada (banda jogada).

## Mouvements défensifs et déplacements
On ne distingue pas vraiment les esquives des déplacements en capoeira, car un déplacement peut être utilisé en tant qu'esquive et vice-versa. Le travail intense des réflexes font de ces mouvements un aspect très important dans cet art martial.
- Arrepiada (dans ce contexte, se traduit par « changement d'avis » en portugais) : mouvement de feinte qui consiste à feindre un déplacement ou une attaque d'un côté afin de surprendre l'adversaire avec une attaque de l'autre. Par exemple, à partir de la negativa (jambe droite en avant), on se déplace en rolê vers la droite en engageant la jambe gauche, puis cette dernière revient en arrière pour se positionner à la place de la jambe droite, qui fait une meia-lua de compasso.
- Aú de peito (littéralement roue de poitrine) : mouvement défensif qui consiste à poser le torse sur le dos courbé de l’adversaire, la tête du côté de son bassin, et de passer par-dessus lui en balançant les jambes de l’autre côté de lui. Il ne faut pas trop lever les jambes et éviter de « sauter » pendant ce mouvement, et s’efforcer de maintenir assez de poids sur l'autre pour qu'il ne puisse pas se relever, ce qui pourrait être dangereux pour celui qui fait l'aú de peito. 
Exemple : l’adversaire entre une vingativa en avançant la jambe droite – il arrive donc sur notre gauche –, avant qu’il finalise sa technique, on lève la jambe droite en posant le torse sur son dos pour passer au-dessus de lui. La jambe droite se pose en premier sur le sol, suivie de la gauche.

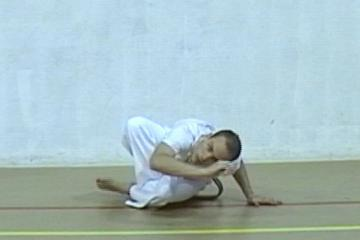
Bote.

- Bote (nom que l'on donne à l'assaut du serpent sur sa proie) : position défensive utilisée pour les déplacements au sol, pour esquiver ou pour tomber. Il consiste à enrouler sa jambe autour de sa cheville (en la coinçant dans le poplité), tout en s'appuyant sur une ou deux mains, le buste proche du sol. 
Ce mouvement était peu commun même s'il est présent depuis longtemps dans la Capoeira Angola. Il a été remis au goût du jour par Mestre Camisa dans les années 2000 et peut servir pour tout type de jeu. Il peut précéder différentes attaques (comme le martelo de chão, le chute, le pisão de chão, le gancho de chão, la calcanheira ou la vingativa), différents déplacements/esquives et peut s'utiliser de différentes manières :
  - Pour esquiver une attaque
  - Pour entamer un déplacement au sol
  - Pour attaquer
  - Pour tomber, comme sur une rasteira.
- Bloqueio (blocage), parfois appelé palma (paume) : l'unique blocage en capoeira, si on ne compte pas la cutilada qui sert parfois à se protéger des attaques directes. Il s'effectue en plaçant les deux avant-bras parallèlement devant soi, les mains devant le visage, en s'orientant vers l'attaque. 
La quatrième séquence de Mestre Bimba incluait un bloqueio pour se protéger du godeme.
- Cadeira (chaise), également appelée paralela (parallèle) : position défensive de base. Peu présente en Capoeira Angola, elle a principalement été instaurée par Mestre Camisa quand il était maître chez Senzala. La cadeira est une garde relativement basse, parallèle à l'adversaire, qui consiste à fléchir les genoux en les orientant vers l'extérieur (en simulant une position assise), les jambes écartées mais pas trop, sans oublier de protéger le visage. Le buste est penché en avant (plus ou moins en fonction du contexte) et en ce qui concerne les bras, ces derniers peuvent soit être joints des avant-bras jusqu'aux poignets, soit être croisés. 
La cadeira est la position intermédiaire de la ginga, et la plus efficace au corps à corps ou en cas de doute dans le jeu, ce qui n'est pas étonnant étant donné qu'elle est la garde de la quasi-totalité des luttes dans le monde.
- Cobertura (couverture) : garde utilisée  pour se protéger quand on subit une averse de coups de main. Elle consiste à poser les mains sur les oreilles en plaçant les coudes devant le menton, si possible en les faisant se chevaucher l'un au-dessus de l'autre.
- Cocorinha
- Descida basica (esquiva basica)
- Desencaixa o pé
- Esgrima (escrime) : action de chercher la faille dans la garde de l'adversaire en effectuant des mouvements de bras et/ou en testant différentes feintes (techniques de mains, prises, etc.).
- Esquiva de frente
- Esquiva de lado ou esquiva lateral (esquive de côté): consiste à pivoter le corps sur le côté en couchant le buste sur les jambes, tout en se protégeant le visage avec le bras de devant. L'autre bras reste derrière le corps avec la paume orientée vers le sol et les jambes doivent être pliées de la même manière qu'en cadeira. C'est également le point de départ pour faire la queixada.
- Esquiva de tronco
- Esquiva diagonal
- Esquiva espontânea (esquive spontanée) : esquive faite de manière spontanée, lorsqu'on est pris par surprise. Cela peut se traduire par un saut, une inclinaison du corps (comme l'esquiva de tronco), ou tout autre mouvement spontané destiné à écarter le corps de l'attaque.
- Esquiva invertida
- Esquiva média
- Esquiva na cadeira (esquiva lateral)
- Giro da trança (roulement de la tresse) : mouvement de déplacement qui consiste à tourner sur soi-même à partir de la trança en pivotant vers l'intérieur de manière à « défaire » le nœud.
- Meio passagem
- Meio rolê
- Negaça
- Negativa
- Negativa da regional (negativa de Bimba)
- Negativa de Angola
- Negativa invertida
- Passada (« pas, enjambée ») ou passada de pé (litt. « pas de pied ») : mouvement de déplacement ou d'esquive qui consiste à faire quelques pas légers vers l'arrière en croisant les jambes.
- Passagem de tesouras
- Passagem pela frente ("passage par l'avant", en portugais) : mouvement de déplacement en capoeira qui consiste à tourner le dos à l'adversaire en tirant une jambe vers l'arrière, puis à lui refaire face en ramenant l'autre jambe par devant en la reculant (en appui sur la jambe qu'on vient de déplacer). Cette technique peut servir à bloquer le déplacement de l'adversaire et peut être utilisée dans tout type de jeu.
- Passagem pelas costas
- Pêndulo (« pendule, balancier ») : esquive consistant à baisser le haut du corps en accompagnant l'attaque dans un mouvement rotatif.
- Perdida
- Piãozinho (piãozinho de mão)
- Ponte de chão (pont de sol), également appelé sita ou limbo : esquive de capoeira qui consiste à se coucher en arrière en fléchissant les jambes. Généralement à partir d'une position basse, on fléchit les jambes en avançant les genoux pour garder l'équilibre, tout en couchant le buste en arrière et en maintenant les bras en protection devant le visage. À la fin du mouvement, on peut poser les mains au sol à côté des épaules. Le ponte de chão est souvent utilisé en Capoeira Angola et est généralement suivie d'un floreio comme le macaquinho. C'est, avec l'esquiva de tronco, la seule esquive de capoeira où l'on ne se penche pas en avant pour éviter l'attaque.
- Pulasela
- Queda de quatro
- Queda de três
- Resistência ("résistance", en portugais) : position défensive de capoeira, proche de la cocorinha, qui consiste à s'accroupir en couchant son buste en arrière. Il faut avancer les genoux en s'appuyant au sol avec une main derrière soi et poser les fesses sur les talons. L'autre main protège le visage ou tient l'adversaire à distance.
- Rolê
- Rolê de cabeça
- Rolê de mergulho (negativa trançada)
- Rolê do bote
- Rolê do bote invertido
- Subida pela frente
- Subida pelas costas (montée par le dos), également appelée saída pelas costas (sortie par le dos) : mouvement de déplacement en capoeira qui consiste à faire un meio rolê en se tournant vers un côté (normalement ou en écartant les deux jambes en même temps), puis de revenir face à l'adversaire en tournant dans le même sens autour du même pied d'appui. Cette technique peut servir à bloquer le déplacement de l'adversaire et peut être utilisée dans tout type de jeu.
- Trança
- Troca de pé
- Troca negativa

## Coups utilisant les membres supérieurs
Les coups de poing sont moins connus des gens parce qu'ils sont moins courants, ce qui peut être expliqué par le fait qu'il n'existe aucune protection, sans compter le facteur susceptibilité très présent en capoeira.
- Arpão (harpon) : technique qui consiste à pivoter le corps sur lui-même en tendant les bras de manière à donner un double coup de poing au visage de l'adversaire.
- Asfixiante (asphyxiant) : coup de poing direct. Il consiste à frapper dans la gorge ou le nez de l'adversaire.
- Baú (malle) : technique peu utilisée qui consiste à déséquilibrer l'adversaire en donnant un coup de ventre ou de poitrine si ce dernier est trop près. 
Le baú peut aussi être utilisé pour se défendre de la guilhotina : avant que l'adversaire ne referme complètement sa prise, on tire la tête vers l'arrière en donnant un baú de la poitrine sur son ventre en redressant les jambes, ce qui le fera naturellement lâcher prise. Si la guilhotina est déjà fermée, il faut s'agripper à son poignet avec une main et à son cou avec l'autre bras (en posant la main dans son dos), puis profiter du fait que l'adversaire nous soulève pour sauter, ce qui réduira la pression sur la gorge, ensuite on s'efforce d'atterrir le plus près possible de l'adversaire en tirant la tête vers l'arrière et en donnant un baú avec tout l'élan du saut.
- Benção de mão (litt. bénédiction de main) : consiste à pousser l'adversaire avec la paume de la main.
- Bochecho (gargarisme) : technique généralement utilisée pour contrer une cabeçada et qui consiste à croiser les bras devant soi, les mains fermées, pour ensuite les relâcher violemment vers le visage de l'adversaire.
- Cabeçada (coup de tête) : souvent considérée comme la technique la plus dangereuse et la plus efficace en capoeira. Il s'agit du coup de tête. On la donne sur le nez, sous le menton, dans l'abdomen ou sur le thorax et peut être exécutée dans tous les sens: du haut vers le bas, du bas vers le haut, de côté et même de dos.
  - L'arpão de cabeça est un nom que l'on donne parfois à la cabeçada plongeante (en lançant la tête en avant vers le torse de l'adversaire).
  - La cabeçada de chão (litt. coup de tête de sol) est une variante utilisée si l'adversaire est dans une position basse. Il s'agit de la même technique mais avec une main posée sur le sol (la position ressemble à l'esquiva invertida).
  - La cabeçada mergulhada (litt. coup de tête plongeant), également appelée carneiro (bélier), est une variante qui consiste à plonger vers l'avant pour frapper la tête de son adversaire en prenant appui sur les mains. Elle s'effectue généralement quand l'adversaire a la tête en bas et est souvent employée dans le jeu de iúna.
  - L'escorumelo (gros soutien) est un nom que l'on donne parfois à la cabeçada montante (d'une position basse vers le menton de l'adversaire).
  - La marrada (coup de corne) est un nom que l'on donne parfois à la cabeçada descendante (du haut vers le bas).
- Cotovelada : coup de coude. On peut la donner de manière circulaire, en revers, du bas vers le haut, du haut vers le bas, en direct, etc. Elle est souvent utilisée pour se défendre de la cabeçada.
- Cutilada (taillade en portugais) : technique de capoeira consistant à imiter le tranchant d'une lame, avec la main ouverte et les doigts serrés, en l'appliquant le plus souvent à la gorge de l'adversaire. On peut utiliser ce coup de trois manières différentes :
  - En entaillant avec le tranchant de la main et les ongles.
  - En frappant avec le bout des doigts.
  - Pour bloquer ou dévier un coup avec le tranchant de la main.
- Dedeira (« doigtier », également appelée forquilha « petite fourche ») : technique qui consiste à piquer les yeux de l'adversaire avec ses doigts.
- Desprezo
- Escala
- Escorinha (chapada)
- Galopante
- Godeme (« coup de poing au visage », vient de l'anglais goddam) : coup de poing en revers normalement donné à la tempe ou à la mâchoire.
- Leque
- Pregada (« coup de clou ») : technique qui consiste à frapper avec le tranchant de la main, ouverte ou fermée. On peut frapper du haut vers le bas, vers l'intérieur ou en revers.
- Quebra-queixo (« casse-menton ») : uppercut, le poing est fermé contrairement à la chapada.
- Serrada
- Soco (« coup de poing », parfois aussi appelé murro ou pancada) : coup de poing commun en crochet. Il est donné à la mâchoire ou à la tempe.
- Tapa (« claque, gifle », également appelée palma « paume ») : technique qui consiste à donner un coup avec la main ouverte de manière circulaire ou directe.
- Telefone (téléphone) ou abafador (sourdine) : double galopante. Technique de capoeira peu courante qui consiste à frapper les deux oreilles de l'adversaire avec le creux des mains.
- Tranco (à-coup / secousse / pas large) : coup d'épaule ou de dos qui consiste à déséquilibrer l'adversaire pendant qu'il effectue un déplacement ou un coup de pied. Le tranco se fait généralement en croisant les jambes en avançant celle de derrière, comme pour faire une queixada.

## Coups utilisant les membres inférieurs
Très développés en capoeira, les coups de pied se classifient en "golpes de linha" (coups directs) et en "golpes rodados" (coups rotatifs). Les premiers sont pour la plupart utilisés comme "véritable" attaque ou comme finition d'un dialogue, tandis que les seconds sont davantage utilisés pour "ouvrir le jeu", c'est-à-dire pour créer un dialogue afin d'inciter l'autre à contre-attaquer ou commettre une erreur.
- Pour spécifier que le "golpe de linha" est effectué avec la jambe de derrière en base de ginga, on l'appelle [golpe] de trás (ex: martelo de trás, joelhada de trás...).
- Pour spécifier que le "golpe rodado" est effectué avec la jambe de derrière en pivotant sur place à partir de la base de ginga, on l'appelle [golpe] de trás (ex: armada de trás, rabo de arraia de trás...).
- Pour spécifier que le "golpe de linha" est effectué avec la jambe de devant en base de ginga, on l'appelle [golpe] de frente (ex: ponteira de frente, gancho de frente...)'
- Pour spécifier que le "golpe" est effectué à partir de la cadeira, on l'appelle [golpe] da cadeira (ex: meia-lua presa da cadeira, pisão da cadeira...).
- Pour spécifier que le "golpe de linha" est effectué avec un pas d'élan vers l'avant, on l'appelle [golpe] cruzado/a (ex: pisão cruzado, bênção cruzada...).
- Pour spécifier que le "golpe rodado" est effectué avec un pas d'élan vers l'avant à partir de la base de ginga, on l'appelle [golpe] avançando (ex: armada avançando, meia-lua de compasso avançando...).
- Pour spécifier que le "golpe rodado" est effectué après un pas vers l'arrière à partir de la base de ginga, on l'appelle [golpe] recuando (ex: pisão rodado recuando, queixada recuando...)

### Directs
- Aú pisão (aú morcego, macaco africano)
- Bênção (chapa de frente)
- Bênção de chão
- Bico (bec, en portugais), également appelé bicudo (pointe) : coup de pied frontal percutant de capoeira semblable au chute, mais qui se donne exclusivement au menton et avec la pointe du pied. C'est une technique que l'on retrouve principalement en Capoeira Angola.
- Bundada ("coup de fesse", en portugais) : coup de fesses en capoeira. Ce mouvement est généralement utilisé pour écraser un adversaire avec le poids du corps (dans le cas où il tenterait de faire une vingativa, par exemple), ou pour le pousser en arrière s'il se trouve dans le dos. Ce mouvement pratique est peu utilisé, bien qu'il soit toujours apprécié pour son côté amusant.
- Calcanheira (chapa de costas)
- Calcanheira de chão
- Calcanheira trançada
- Chute
- Chute de chão
- Coice (ruade, en portugais) : nom qu'on donne à la talonnade en capoeira. Cela consiste donc à frapper l'adversaire à la tête avec le talon en tirant le pied vers arrière.
- Coice da mula ("ruade de la mule"), également appelé sapinho ("petit crapaud") ou coice de chão ("ruade de sol") : variante qui consiste à poser les deux mains au sol devant soi et à frapper l'adversaire avec les deux pieds joints en le poussant.
- Gancho
- Gancho de chão
- Gancho no chão
- Joelhada
- Martelo
- Martelo no chão
- Pisão (chapa)
- Pisão de chão
- Pisão no chão
- Ponteira (pontapé)
- Quebra-joelho (casse-genou) : coup de pied de capoeira techniquement proche du pisão, mais qui se donne sur le genou de l'adversaire. Il est généralement utilisé pour contrer les coups de pied en visant la jambe d'appui, ou juste pour les stopper. On l'exécute le plus souvent les hanches de profil même s'il est tout à fait possible de le faire de face.
- Sola (sapateado, sapatada) : la sola (semelle, en portugais), est un coup de pied piétinant de capoeira, comparable au stomp kick qu'on retrouve en Chute Boxe. Il consiste à écraser son adversaire quand il est au sol, généralement pour bloquer des balayages ou des marquages au sol en tapant la jambe qui « entre ». Il arrive souvent qu'un capoeiriste tape fort du pied au sol pour intimider ou pour dissuader l'adversaire de faire un balayage. La sola exécutée sur le sol de cette manière est appelée sapateado (claquettes).
- Escorpião (scorpion) : le coup de pied que l'on appelle escorpião (à ne pas confondre avec le floreio du même nom) consiste à frapper l'adversaire à la tête avec le talon en posant les mains devant soi au sol pour faire passer la jambe par-dessus soi, pour imiter l'attaque du scorpion. On pose généralement les mains au sol à côté de l'adversaire en tournant la tête vers lui, puis on lève la jambe opposée pour le frapper au visage. Cette technique est utilisée pour le jeu d'Amazonas et pour les jeux de dentro (angola, benguela...)[1],[2].

### Rotatifs
- Armada
- Armada biqueira
- Armada de chão
- Aú chibata (litt. "roue cravache", en portugais) : coup de pied rotatif écrasant de capoeira qui consiste à abattre la jambe sur l'adversaire en prenant appui sur une main. Cette technique est semblable à l'aú compasso sauf qu'on termine le mouvement en position accroupie. L'élan se prend de la même manière qu'une roue à une main qu'on effectuerait sur la deuxième main (en croisant le bras devant le corps), mais la jambe passe devant le corps et non par-dessus. C'est une technique couramment utilisée après avoir fait tomber l'adversaire, ou tout simplement quand il est au sol.
- Aú compasso (aú chibata solto)
- Aú cortado
- Aú martelo
- Chapéu de coro
- Gancho rodado (crochet retourné) : coup de pied en crochet retourné de capoeira qui ressemble à l'armada et qui consiste à pivoter sur soi-même avant de lâcher la jambe dans un mouvement circulaire pour frapper l'adversaire au visage avec le talon, en repliant la jambe avec les hanches de côté. Le gancho rodado est comparable au "mondolyo furyo tchagui" du taekwondo.
- Martelo de chão
- Martelo de costas
- Martelo rodado
- Meia-lua de frente
- Meia-lua de frente com armada (demi-lune de face avec armée) : double coup de pied rotatif en capoeira qui consiste à combiner deux coups de pied en faisant suivre la meia-lua de frente par une armada. Pour cela, on exécute normalement le premier coup de pied sauf qu'on le dépose devant soi, puis on pivote le corps pour faire une armada normale.
- Meia-lua de chão
- Meia-lua de compasso
- Meia-lua presa
- Meia-lua pulada (demi-lune sautée) : coup de pied rotatif de capoeira, un peu comparable à l'aú compasso, qui consiste à poser les deux mains au sol en lâchant les deux jambes dans un mouvement circulaire complet. La meia-lua pulada est en fait une meia-lua de compasso pendant laquelle on ne prend pas appui au sol avec les pieds. C'est un coup de pied rarement utilisé qui est davantage considéré comme un floreio, même s'il peut être utile pour éviter une rasteira. On l'exécute généralement en pliant la jambe censée être au sol.
- Pisão rodado (chapa giratória)
- Pisão rodado no chão
- Queixada
- Queixada de chão
- Queixada de frente
- Rabo-de-arraia (meia-lua solta)

## Coups de pied sautés
- Armada com bênção
- Armada com martelo
- Armada pulada
- Coice pulado
- Gancho pulado
- Pisão pulado (chapa pulada, « piétinement sauté ») : coup de pied latéral sauté qui consiste à frapper l'adversaire en sautant avec une jambe, les hanches de côté.
- Pisão rodado pulado (chapa giratória pulada)
- Ponteira pulada (pontapé pulado)
- Queixada com bênção
- Suicídio (bênção dupla)
- Vôo de morcego (« vol de chauve-souris ») : coup de pied latéral sauté qui consiste à pousser l'adversaire avec les deux jambes en même temps.

La queixada com martelo (litt. "mâchoire avec marteau", en portugais) est un coup de pied consiste à feinter le mouvement d'une queixada puis à déposer la jambe sur le côté et frapper avec l'autre jambe avec un martelo rodado.

### Coups de pied sautés acrobatiques
- Armada com chute
- Armada com martelo grupado
- Aú chibata sem mão
- Aú compasso sem mão
- Dupla armada
- Furacão
- Furacão com armada
- Giro pulado com armada
- Giro pulado com martelo
- Martelo voador

## Prises, projections et mouvements déséquilibrants
Les mouvements déséquilibrants et le corps à corps sont l'aspect combattif de la capoeira le plus présent, après les coups de pied.

### Prises (mouvements immobilisants)
- Armiloque (chave de braço)
- Arpínio
- Chave de perna (« clé de jambe ») : technique de soumission qui consiste à immobiliser l'adversaire au sol en tordant sa jambe. Deux exemples des applications les plus courantes :
  - On fait une tesoura de costas invertida et on tourne vers l'adversaire en gardant son pied coincé sur la cuisse.
  - On termine une arrastão en gardant une jambe de l'adversaire sous l'aisselle, et on tire.
- Colar de força (« collier de force ») : technique d'immobilisation qui consiste étrangler son adversaire en se positionnant à côté de lui.
- Estrangulamento
- Guilhotina (« guillotine ») : l'étranglement en guillotine est une technique utilisée dans plusieurs arts martiaux et sport de combat. C'est en capoeira, la plus couramment utilisée pour se défendre de prises comme l'arrastão.
- Mata-leão (sossega-leão)
- Quebra-mão
- Quebra-perna
- Quebra-pescoço
- Tranca (verrou, blocage) : action de bloquer le mouvement de l'adversaire en l'immobilisant avec les mains, le genou, etc.,Par exemple, s'il exécute un rolê on fait une tranca en retenant ses jambes avec les mains, pour l'empêcher de poursuivre son déplacement.

### Balões (projections)
Les balões sont des techniques de capoeira intégrées ou revisitées par Mestre Bimba (certaines existaient déjà en capoeira traditionnelle) dont le but est de préparer le capoeiriste à être projeté, et ainsi lui apprendre à s'en sortir sans dommage. 4* de ces balões ont été inclus dans une séquence d'apprentissage avancée, la cintura desprezada.
- Açoite de braço
- Apanhada*
- Arqueado (balão arqueado)
- Arqueado de costas
- Balão cinturado*
- Balão cruzado
- Balão de lado* (gravata alta)
- Balão em pé
- Crucifixo (açoite de cruz)
- Cruzilha
- Dentinho
- Gravata cinturada* (gravata baixa)
- Tombo da ladeira

### Mouvements déséquilibrants
- 'Abertura de tesoura (litt. "ouverture de ciseaux", en portugais), souvent abrégée en abertura : mouvement déséquilibrant de capoeira qui consiste à introduire ses jambes entre celles de l'adversaire, ventre face au sol comme pour un passagem de tesoura, puis de les écarter tout en levant le bassin pour déséquilibrer l'adversaire.
- Alavanca
- Armada com rasteira
- Arrastão, signifiant « traction violente » en portugais, est une technique de fauchage semblable au "morote gari" en ju-jitsu, qui consiste à agripper une ou, de préférence, les deux jambes de l'adversaire pour le faire tomber en arrière. On peut l'exécuter de deux manières différentes : soit en tirant, comme on le faisait à l'origine, soit en soulevant son partenaire avant de le mettre au sol. Dans les deux cas de figure, cette technique nécessite de bloquer le menton contre le torse pendant l'exécution de l'arrastão pour se protéger d'une guilhotina.
- Baianada
- Banda amarrada (littéralement "croche-pied accroché", en portugais), parfois abrégée amarrada (accrochée), est une technique de fauchage en capoeira, comparable au "ko-soto-gake" en ju-jitsu. Elle consiste à déséquilibrer son adversaire en plaçant la jambe derrière la sienne par l'extérieur, en restant de face, puis à tirer son pied vers soi avec le talon tout en le poussant en arrière.
- Banda de costas
- Banda de frente (rapa)
- Banda por dentro (banda trançada)
- Banda traçada (banda jogada)
- Boca de calça (bouche de pantalon) : mouvement déséquilibrant semblable à la baianada, mais qui s'effectue de face. Elle consiste donc à empoigner les chevilles ou les pans du pantalon de l'adversaire, pour ensuite le déséquilibrer en tirant vivement. On peut le saisir comme on veut mais il est conseillé de l'attraper en croisant les mains (la main droite prend son pied droit et la main gauche son pied gauche) de manière à se protéger d'un éventuel coup de pied.
- Caçuá
- Carrinho de mão (brouette) : technique de déséquilibre. Ce mouvement s'utilise quand l'adversaire est au sol (en rolê, à 4 pattes, ou tout simplement penché en avant) et consiste à attraper son adversaire par la hanche et par le haut du corps et à le faire rouler au sol en tirant sa hanche vers l'avant et sa tête vers l'intérieur.
- Chulipa
- Cruz
- Dupla rasteira (double balayage) ou escala de pé (clé de pied) : balayage utilisé en capoeira, semblable à la rasteira invertida de chão à ceci près qu'elle s'effectue avec les deux jambes. Le mouvement consiste donc à introduire ses pieds entre ceux de l'adversaire en les calant derrière ses talons, puis de les tirer vers soi en écartant les jambes vivement pour le déséquilibrer.
- Negativa derrubando
- Presilha (petite prise/capture) : mouvement déséquilibrant qui consiste à caler un pied derrière celui de son adversaire, de la même manière qu'avec la negativa da regional ou la trança, puis à appuyer avec l'autre sous le genou ou la hanche afin de le faire tomber.
- Quebra
- Queixada com rasteira
- Rasteira de chão (rasteira de frente)
- Rasteira de costas (balayage de dos) : mouvement déséquilibrant qui consiste à faire tomber l'adversaire en projetant le revers de la jambe (côté talon) à l'arrière des siennes tout en posant ses mains au sol entre ses jambes (de la même manière que la meia-lua de compasso). On l'utilise désormais plutôt comme déplacement, comme feinte ou comme esquive.
- Rasteira de letra (balayage de lettre), également appelée paulista (de l'état de São Paulo) : technique de balayage en capoeira. Pour l'exécuter, il faut, à partir d'une position latérale, croiser les jambes en plaçant le pied le plus éloigné de l'adversaire derrière celui de l'adversaire et de tirer pour le déséquilibrer. Il faut croiser les jambes en faisant passer le pied de la rasteira derrière la jambe d'appui, et non devant.
- Rasteira de mão
- Rasteira em pé
- Rasteira invertida (litt. "balayage inversé", en portugais) : balayage utilisé en capoeira. Le mouvement consiste à placer son pied derrière le talon de son adversaire et de tirer pour le déséquilibrer mais, contrairement à la rasteira normale où l'on positionne son pied dans l'alignement de la jambe, ici les orteils doivent être orientés vers l'extérieur. Cette rasteira est principalement utilisée pour déséquilibrer l'adversaire à la fin d'un floreio ou pour se sortir de certaines techniques comme la vingativa ou une presilha prise de l'extérieur. Une variation bien plus courante de ce mouvement est la rasteira invertida de chão (litt. "Balayage inversé de sol"), qui s'effectue de la même manière à partir de la queda de quatro ou de la queda de três.
- Rasteira trançada
- Sacrifício
- Suicídio
- Tesoura de braço
- Tesoura de chão (tesoura de Angola)
- Tesoura de costas (tesoura de cintura de costas)
- Tesoura de costas invertida
- Tesoura de frente (tesoura de cintura de frente)
- Tesoura de frente invertida
- Tesoura de joelho
- Tesoura de pescoço
- Tesoura do aú (ciseaux de la roue) : mouvement déséquilibrant de capoeira qui consiste à ceinturer l'adversaire avec les jambes pendant l'exécution d'un aú, puis de pivoter le corps pour le faire tomber. La tesoura do aú peut également être faite à partir d'un aú de peito. La tesoura do aú de peito se fait donc en plaçant le pied (supposé se poser en premier) derrière la cheville de l'adversaire (la plus éloignée), et en plaçant l'autre jambe devant son bassin tout en s'agrippant à lui. On termine alors le mouvement en pivotant le corps pour faire tomber son partenaire vers l'arrière.
- Tombo da ladeira
- Tranco
- Vingativa

## Floreios
Les floreios ("fioriture, ornement", en portugais) sont un ensemble de mouvements esthétiques de décoration servant à enjoliver le jeu ou varier les éléments du dialogue.
- Aú (aú aberto, estrela)
- Aú arrepiado
- Aú batido (aú amazonas)
- Aú batido trocado
- Aú brasa
- Aú choque (aú batendo)
- Aú de cabeça
- Aú de coluna (aú invertido, aú esquisito)
- Aú de frente
- Aú de rins (aú queda de rins)
- Aú cruzado
- Aú cruzado invertido
- Aú cruzado trocado
- Aú fechado
- Aú fechado invertido
- Aú fechado trocado
- Aú grupado
- Aú ponte
- Aú trocado
- Aúzinho
- Bananeira
- Bananeirinha
- Bandeira (aú parado, macaco parado)
- Bandeira giratória
- Beija-flor
- Beija-flor giratória
- Camaleão
- Canivete
- Corta-capim
- Escorpião (à ne pas confondre avec le coup de pied du même nom) : le fait de tenir en équilibre sur les mains, les jambes à l'horizontale et de dos par rapport au sol. Pour cela il faut placer les mains sur le même axe que le bassin afin de garder l'équilibre. Cette position est appelée « planche renversée » en gymnastique artistique[3],[4].
- Escorpião de cabeça : escorpião en appui sur la tête[5].
- Escorregão de cabeça
- Helicóptero
- Macaco
- Macaco aú
- Macaco aú ponte
- Macaco cruzado
- Macaco de frente
- Macaco helicóptero
- Macaco ponte
- Macaco queda de rins
- Macaquinho (carneirinho, macaco de rins)
- Meia-lua de rins
- Meia-lua de rins trocada
- Meia-lua ponte
- Mola
- Mola de cabeça
- Pião de cabeça
- Pião de mão (aú giratório)
- Pião de mão batido (aú batido giratório)
- Ponte
- Ponte de cabeça (rolê do caracol)
- Prancha
- Queda de rins
- Relógio
- Relógio de frente
- Reversão (meia-lua reversão, aú de costas)
- Reversão ponte
- Rolê da mola
- Rolê de rins
- Rolê do ponte
- S-dobrado
- S-dobrado com pião de mão
- S-dobrado com pião de cabeça
- S-dobrado com relógio de frente

### Floreios acrobatiques
- Armada dupla (envergado)
- Aú agulha
- Aú de frente sem mão
- Aú ponte sem mão
- Aú sem mão
- Aú sem mão parafuso
- Aú cruzado sem mão
- Bacardi
- Chutado (salto mortal chutado)
- Chutado parafuso
- Folha seca
- Gato (pulo do gato)
- Gato chutado
- Gato helicóptero
- Gato ponte
- Gato parafuso
- Helicóptero sem mão
- Ilusão
- Mariposa (parafuso)
- Mariposa aberta
- Mariposa chutada (parafuso chutado)
- Mariposa com armada
- Mortal (salto mortal)
- Mortal de frente
- Mortal de frente chutado
- Mortal de lado
- Mortal esticado
- Mortal parafuso
- Raiz
- Reversão sem mão
- Salto do anjo

## Chamadas et mouvements stratégiques
- Agachamento
- Aperto de mão
- Chamada de frente (chamada da palma de frente)
- Chamada de bênção (chamada aberta de frente)
- Chamada de costas (chamada aberta de costas)
- Chamada de cabeça (chamada de entrada na barriga)
- Chamada do sapinho (chamada de cocorinha)
- Compra
- Volta do mundo (chamada de descanso)

## Mouvements d'animaux pour lejeu d'amazonas

### Mouvements et déplacements
- Aranha
- Cachorro
- Canguru
- Caracol
- Caranguejo
- Cobra
- Coelho
- Elefante
- Girafa
- Gorila
- Grilo
- Hipopótamo
- Jacaré (crocodilo)
- Lagarta
- Lagarto (lagartixa)
- Onça (pantera)
- Sapo
- Tartaruga
- Tatu
- Urso

### Attaques
- Ataque da cobra (chute)
- Ataque do galo
- Ataque do grilo
- Aú morcego
- Carneiro
- Coice da mula
- Escorpião
- Rabo-de-arraia
- Tapa da onça
- Vôo de morcego

### Floreios
- Bananeira
- Beija-flor
- Camaleão
- Corta-capim
- Macaco
- Pulo do gato
- Pulo do peixe
- Rolê do caracol